# Grup trivial
En àlgebra un grup és trivial si només conté un element. Aquest únic element és l'element neutre i invers de si mateix. Tots els grups trivials són isomorfs. Tot grup conté un subgrup trivial i només un. En notació additiva, hom sol representar el grup trivial mitjançant 0, encara que, en rigor, caldria fer-ho amb el singletó {0}. En notació multiplicativa la representació corrent és amb 1, malgrat que la forma coherent seria emprar {1}.